# Federico Caudana
Federico Caudana (Castiglione Torinese, 4 dicembre 1878 – San Mauro Torinese, 29 luglio 1963) è stato un organista, direttore di coro e compositore italiano.

## Biografia
Rimasto orfano a soli 3 anni, Federico Caudana ricevette i primi insegnamenti di pianoforte dal M.° Giuseppe Dogliani (1849-1934) presso l'Oratorio Salesiano di Torino-Valdocco Archiviato il 25 febbraio 2009 in Internet Archive., il quale, riconoscendone il precoce talento musicale, lo mandò a studiare a Milano ove presso il Conservatorio Giuseppe Verdi (Milano) frequentò, tra l'altro, le lezioni di Luigi Mapelli  e di Vincenzo Ferroni, diplomandosi successivamente in organo il 28 aprile 1907. Nel luglio 1907 partecipò al concorso, poi vincendolo, indetto per l'assegnazione del posto di primo organista e maestro di cappella della Cattedrale di Cremona, assumendo l'incarico che dal novembre 1907 durò ininterrottamente fino alla morte, svolgendo parallelamente l'attività di docente: di canto gregoriano (fino al 1930) e di canto polifonico presso il Seminario vescovile di Cremona; di canto corale e pianoforte al Collegio "Beata Vergine" Archiviato il 20 gennaio 2012 in Internet Archive., posto, quest'ultimo, occupato a suo tempo dal famoso compositore cremonese Amilcare Ponchielli.
Sempre a Cremona presiedette anche la Commissione Diocesana per la musica sacra e, per breve tempo, dopo la fine della prima guerra mondiale fu direttore della banda civica. Dal 1931 diresse la corale "Amilcare Ponchielli" fondata da Roberto Farinacci. Nel 1909 a Cremona figurava tra i soci fondatori della "Società dei Concerti".
Grazie alla feconda attività compositiva, nota in tutta Italia soprattutto nel campo della musica sacra grazie alla pubblicazione delle opere, a partire dal 1925, presso la "Casa Musicale Edizioni Carrara" di Bergamo, fu uno dei musicisti italiani a contribuire alla riforma della musica sacra promulgata nel 1903 da apposito motu proprio di Pio X.

## Opere
Le composizioni di Federico Caudana sono state in gran parte pubblicate presso la Casa Musicale Edizioni Carrara di Bergamo (428 titoli), tra le quali: 13 Messe, 51 pezzi per organo, 12 cantate, 64 canti eucaristici, 59 canti mariani, 33 canti natalizi, 149 inni sacri e profani, 7 opere teatrali per la gioventù, 18 composizioni per banda.
Tra i canti popolari più conosciuti si ricordano:
- Lauda Sion (in mi bemolle maggiore) (1927) : inno processionale per la solennità del Corpus Domini
- Pange lingua (1927)
- Puer Natus in Bethlehem (1938)

Tra gli innumerevoli inni popolari sacri e profani, si segnala quello "A San Pio X" composto in occasione della canonizzazione di papa Sarto nel 1954.